# Siły kosmiczne (serial telewizyjny)
Siły kosmiczne (ang. Space Force) – serial komediowy produkcji amerykańskiej, transmitowany na platformie Netflix od 29 maja 2020 roku. Serial został stworzony przez Steve’a Carella i Grega Danielsa.

## Fabuła
Serial przedstawia przygody tajnej organizacji rządowej w USA, która skupia się na tworzeniu cywilizacji w kosmosie. Mark Naird (Steve Carell) jest szaloną osobą, która dostała zadanie kierowania misjami pozaziemskimi. Główny bohater z trudem łączy życie prywatne z początkiem swojej wielkiej kariery.

## Obsada
| Aktor              | Rola                          |
| ------------------ | ----------------------------- |
| Steve Carell       | gen. Mark R. Naird            |
| John Malkovich     | dr Adrian Mallory             |
| Ben Schwartz       | F. Tony „Fuck Tony”           |
| Diana Silvers      | Erin Naird                    |
| Tawny Newsome      | kpt. Angela Ali               |
| Jimmy O. Yang      | dr Chan Kaifang               |
| Noah Emmerich      | gen. Kick Grabaston           |
| Alex Sparrow       | kpt. Yuri „Bobby” Telatovich  |
| Don Lake           | Brad Gregory                  |
| Fred Willard       | Fred Naird                    |
| Jessica St. Clair  | Kelly King                    |
| Lisa Kudrow        | Maggie Naird                  |
| Roy Wood Jr.       | płk. Bert Mellows             |
| Jane Lynch         | Szef Operacji Morskich        |
| Chris Gethard      | Eddie Broser                  |
| Diedrich Bader     | gen. Rongley                  |
| Dan Bakkedahl      | John Blandsmith               |
| Patrick Warburton  | gen. Dabney Shramm            |
| Larry Joe Campbell | komendant straży przybrzeżnej |
| Kaitlin Olson      | Edison Jaymes                 |
| Ginger Gonzaga     | Anabela Ysidro-Campos         |
| Owen Daniels       | Obie Hanrahan                 |
| Aparna Nancherla   | Pella Bhat                    |
| Spencer House      | Duncan Tabner                 |

## Odcinki
| Nr | Tytuł                             |
| -- | --------------------------------- |
| 1  | The Launch                        |
| 2  | Save Epsilon 6!                   |
| 3  | Mark And Mallory Go To Washington |
| 4  | Lunar Habitat                     |
| 5  | Space Flag                        |
| 6  | The Spy                           |
| 7  | Edison Jaymes                     |
| 8  | Conjugal Visit                    |
| 9  | It's Good To Be Back On The Moon  |
| 10 | Proportionate Response            |